# Talking in Your Sleep (The Romantics)
Talking in Your Sleep è un singolo del gruppo musicale statunitense The Romantics, pubblicato nel settembre 1983 come primo estratto dal quarto album in studio In Heat.

## Cover

### Altre cover
- Cui Jian ha realizzato una cover del brano nel 1985.
- Evil Ebenezer ha realizzato una cover del brano nel 2011 con il titolo Secrets That You Keep.

## Altri utilizzi
- La traccia Secrets contenuta nell'album Malice n Wonderland di Snoop Dogg del 2009, contiene un campionamento del brano.
- Il ritornello del singolo Secrets di The Weeknd del 2017 è un campionamento del brano.
- il brano è stato inserito nella colonna sonora del film Five Nights at Freddy's (film) uscito nel 2023